# Drosophantis caeruleata
Drosophantis caeruleata là một loài bướm đêm trong họ Crambidae.